# Anabella Drummond
Anabella Drummond, född omkring 1350, död 1401, var genom sitt äktenskap med Robert III drottning av Skottland från 1390 till sin död.

## Biografi
Hon var dotter till Sir John Drummond och Mary Montifex och brorsdotter till drottning Margareta Drummond.
Hon gifte sig med Robert Stuart 1367, och kröntes vid hans sida på Scone Palace sedan de hade blivit Skottlands kungapar 19 april 1390. Fram till deras första sons födelse låg paret i konflikt med hennes makes bror, Robert Stuart, 1:e hertig av Albany, som försökte förbjuda kvinnlig tronföljd för att bli placerad före sina brorsdöttrar i tronföljden. 
Drummond var känd för sitt stöd för sin äldste son David mot sin svåger Robert och understödde och arbetade ständigt för Davids intressen mot Robert. År 1398 stod hon värd för det tornerspel i Edinburgh då David dubbades till riddare och närvarade sedan då han mottog titeln hertig av Rothesay. Strax efter hennes död tillfångatogs David av Robert, och avled under oklara omständigheter.
Anabella Drummond föredrog att bo på residenset Fife burgh i Inverkeithing, där hon lät dekorera kyrkan med änglar och heraldik i sandsten, vilket betraktas som Skottlands finaste bevarade lämningar av medeltida skulptur.